# Publius Clodius Pulcher
Publius Clodius Pulcher (circa 93 v.Chr. – december 52 v.Chr.), was een berucht Romeins politicus, voorvechter van de populares, agitator en bendeleider uit de 1e eeuw v.Chr.

## Leven
Van huis uit behoorde Clodius tot het Romeinse adellijke geslacht der Claudii, maar toen hij overliep naar de populares veranderde hij zijn familienaam Claudius in het minder patricische Clodius, zodat duidelijk zou zijn dat hij afstand deed van zijn oude klasse. Zo kon hij zich verkiesbaar stellen voor het ambt van volkstribuun. Zijn broer Appius Claudius Pulcher was consul in 54 v.Chr., zijn zuster Clodia genoot een twijfelachtige reputatie.
In 68 v.Chr. zette Clodius de troepen van Lucullus aan tot muiterij, en in 64 steunde hij heimelijk de staatsgreep van Catilina. In december 62 verwekte Clodius een groot schandaal te Rome. Verkleed als muzikante drong hij binnen in de ambtswoning van Julius Caesar, die toen pontifex maximus (d.i. hogepriester) was, en op die manier woonde hij het feest van Bona Dea bij, een plechtigheid waarbij de aanwezigheid van mannen verboden was. Wellicht kon hij op die manier stiekem Caesars vrouw Pompeia Sulla ontmoeten, met wie hij een relatie had. Hij werd echter op heterdaad betrapt door Caesars moeder, er volgde een aanklacht en een proces wegens heiligschennis. Clodius werd echter vrijgesproken, omdat hij bleef liegen en waarschijnlijk de rechters had omgekocht. Cicero ontzenuwde echter Clodius' alibi, waarmee hij voorgoed diens haatgevoelens wekte. Caesar liet zijn huwelijk met Pompeia ontbinden, omdat de vrouw van de pontifex maximus boven alle verdenking hoorde te staan.
In 58 v.Chr. verwierf Clodius, die met de steun van Caesar tribunus plebis was geworden, de gunst van het volk door gratis graanuitdelingen te organiseren. Tegelijk diende hij een wetsvoorstel in om iedereen buiten de wet te stellen die een Romeins burger zonder geldig proces ter dood had laten brengen. Deze maatregel was in de eerste plaats gericht tegen zijn aartsvijand Cicero, die tijdens zijn consulaat in 63 v.Chr. de medeplichtigen aan de staatsgreep van Catilina had laten ombrengen na een vluchtig proces dat niet helemaal volgens de regels was verlopen. Er zat voor Cicero niets anders op dan in ballingschap te gaan. Clodius ontpopte zich vanaf dat moment tot een geduchte bendeleider. Met zijn gewapende bende terroriseerde hij het openbare leven in de stad Rome, hierin slechts tegengewerkt door de rivaliserende bende van Titus Annius Milo, die erin slaagde Cicero uit ballingschap te laten terugkeren. 
Na hun overleg in Luca in 56 v.Chr., waar de triumviri hun onderlinge afspraken vernieuwden, verloor Clodius de steun van Caesar, waardoor hij het de volgende jaren moeilijk kreeg het hoofd te bieden tegen rivaliserende benden zoals die van Milo, die door Pompeius werd gesteund. Op 18 januari 52 v.Chr. kwam het bij het plaatsje Bovillae (ca. 15 km zuidwaarts van Rome, aan de Via Appia) tot een treffen tussen beide benden, waarbij Clodius dodelijk verwond werd en even later overleed. Hij werd op dat moment vergezeld door Publius Pomponius, een bekende plebejer, en Gaius Clodius. Omdat Milo kandidaat-consul was, bracht dit feit heel wat commotie op gang: het plebs van Rome, dat in Clodius zijn voorvechter zag, stak het Senaatsgebouw in brand, en Milo werd enkele maanden later veroordeeld.
Veel van de daden die Clodius heeft begaan, heeft Cicero in zijn Pro Caelio beschreven. Cicero gaat hierbij niet alleen in op de publieke daden, maar ook op de persoonlijke verhoudingen en venijnigheden van Clodius, zoals het in brand steken van het huis van Cicero's broer en er wordt een incestueuze relatie tussen Clodius en zijn zus Clodia gesuggereerd.